# Josep-Lluís Serrano Pentinat
Josep-Lluís Serrano Pentinat   (Tivissa i Tarragona, 19 de març de 1977) és un sacerdot catòlic i teòleg català, bisbe d'Urgell des del maig del 2025 (i per tant copríncep d'Andorra), successor del bisbe Joan Enric Vives.
Estudià al seminari de Tortosa des dels 14 anys i fou ordenat sacerdot el 21 d'abril de 2002. Les seves primeres parròquies encomanades foren les de la Palma d'Ebre, la Bisbal de Falset i Margalef.
Anà a ampliar els estudis a Roma el 2005, on es llicencià en Teologia dogmàtica a la Pontifícia Universitat Gregoriana el 2007. A la tornada de Roma fou professor del seminari i sacerdot de Vandellòs i l'Hospitalet de l'Infant durant dos anys.
El 2009 tornà a Roma. Estudià dret canònic a la Universitat Pontifícia Lateranense i estudis diplomàtics a la Pontifícia Acadèmia Eclesiàstica. El 2012 es doctorà en teologia. El mateix 2012 fou enviat a Moçambic, on hi estigué fins al 2016. Posteriorment fou secretari de la nunciatura a Nicaragua durant dos anys i al Brasil del 2017 al 2019. Després fou conseller de la secretaria d'estat del Vaticà, on hi acumulà experiència en diplomàcia a les ordres directes del secretari d'estat Pietro Parolin. A més de català, parla castellà, francès, italià, anglès i portuguès.
Fou nomenat bisbe coadjutor del bisbat d'Urgell, al costat del bisbe Joan Enric Vives, el juliol de 2024, i ordenat com a tal el 21 de setembre de 2024. Això el situà en la posició de successió del bisbe Vives com a copríncep d'Andorra, fet que s'ha vist confirmat en una missa celebrada el dissabte 31 de maig del 2025 a Sant Julià de Lòria on el bisbe Vives (arquebisbe ad personam) i Serrano han escenificat el traspàs de govern del bisbat ratificada pel nou Papa Lleó XIV.